# Jacques Cadiou
Jacques Cadiou (Dourdan, 11 dicembre 1943) è un ex ciclista su strada francese, professionista dal 1965 al 1973.

## Palmarès

### Strada
- 1965 (Pelforth, una vittoria)

Grand Prix d'Aix-en-Provence
- 1968 (Frimatic, una vittoria)

Grand Prix de Cannes
- 1969 (Frimatic, una vittoria)

Grand Prix de Monaco
- 1970 (Fagor, una vittoria)

Grand Prix de Saint-Raphaël
- 1971 (Fagor, una vittoria)

13ª tappa, 2ª semitappa Volta a Portugal

## Piazzamenti

### Grandi Giri
- Tour de France

1967: ritirato (8ª tappa)
1968: ritirato (11ª tappa)
1972: ritirato (12ª tappa)
- Vuelta a España

1971: ritirato